# Günther Burstyn
Günther Burstyn   (Bad Aussee, 6 de juliol de 1879 - Korneuburg, 15 d'abril de 1945) va ser un tècnic i oficial de l'exèrcit austrohongarès.
El 1911, va dissenyar el primer tanc amb torreta, basat en els tractors agrícoles americans, que va ser anomenat Motorgeschütz (literalment canó-motor). Aquest disseny i com molts altres desenvolupats en la Primera Guerra Mundial, van ser absorbits pels Imperis Alemany i Austrohongarès. Després va voler intentar patentar-ho, però es va dir llavors que infringirien les patents existents, ja que era massa tard, això va esguerrar-li els plans. El 1941 Günther Burstyn va ser guardonat amb la Creu del Mèrit a la Guerra.